# Serra dels Obacs (Gavet de la Conca)
La Serra dels Obacs és una serra situada als límits del municipi de Llimiana, en el seu enclavament dels Obacs de Llimiana i de Gavet de la Conca, a l'antic terme d'Aransís.
La serra, que s'estén de nord-oest a sud-est, s'inicia al nord mateix del poble d'Aransís, i va guanyant alçada fins al Capolat d'Aransís, situat al sud-est d'Aransís i al nord-est de Sant Miquel de la Vall, i continua, ara davallant, en la mateixa direcció fins als Tossalets, al nord de Mata-solana i al sud-est de Sant Martí de Barcedana.